# Japenoides aureus
Japenoides aureus är en tvåvingeart som beskrevs av M. Josephine Mackerras 1971. Japenoides aureus ingår i släktet Japenoides och familjen bromsar. Inga underarter finns listade i Catalogue of Life.